# 寺村真希
寺村 真希（てらむら まき、1984年7月15日 - ）は、元グラビアアイドル・女優。現在は医師。東京大学工学部システム創成学科及び日本医科大学医学部卒業。東京都出身。

## 経歴
- 1984年7月15日 - 東京都新宿区生まれ。
- 2003年3月 - 筑波大学附属中学校・高等学校卒業。八田亜矢子とは同級生。
- 2008年3月 - 東京大学工学部システム創成学科卒業。
- 2008年4月 - 芸能界を引退して日本医科大学医学部医学科2年次へ編入し、その後卒業。
- 現在は医師として大学病院で勤務。

## 出演作品

### 雑誌
- 『FLASHエキサイティング』（光文社）
- 『セイソプレミアム』表紙（ワニマガジン社）
- 『週刊アサヒ芸能』（徳間書店）
- 『週刊ポスト』（小学館）
- 『フライデー (雑誌)』2006年7月12日号

### テレビ
- 『ハナタカ天狗』（TBSテレビ）